# アントネラ・インテルレンギ
アントネラ・インテルレンギ（Antonella Interlenghi）は、イタリアの女優。

## 出演作品
- Mr.レディMr.マダム3 ウエディングベル（シンディ）